# Jean-Luc Caron
Pour les articles homonymes, voir Caron.
Jean-Luc Caron est un médecin et musicologue français, né le 4 décembre 1948 à Paris,.

## Biographie
Il est docteur en médecine, président fondateur de l'Association française Carl Nielsen, rédacteur du bulletin de cette association, auteur d'essais, nouvelles, aphorismes et romans. 
Il s'est spécialisé dans l'étude et la diffusion de la musique nord-européenne qu'il tente régulièrement de présenter dans des articles, chroniques, monographies, conférences, émissions de radio et de replacer dans son contexte historique et esthétique nordique et international. 
Il est l'auteur d'un livre sur Carl Nielsen, d'un livre sur Jean Sibelius, parus tous les deux aux éditions L'Âge d'Homme, ainsi que d'ouvrages sur la musique danoise parus aux éditions de l'Harmattan. 
En 2007, il a rejoint en qualité de rédacteur le site internet ResMusica fondé en 1999.

## Publications principales
- Allan Pettersson, destin, douleur et musique, la vie et l'œuvre, 1989 (1re édition), 2009 (2e édition).
- Carl Nielsen, Éditions l'Âge d'Homme, Lausanne, 1990, 500 pages.
- Grands symphonistes nordiques méconnus, Bulletin de l'Association française Carl Nielsen, 1991.
- Kajanus et Wegelius, Bulletin de l'Association française Carl Nielsen, 1992.
- Catalogue des principales œuvres instrumentales de Sibelius, Bulletin de l'Association française Carl Nielsen, 1992.
- Edvard Grieg et Paris, Association française Carl Nielsen, 1994.
- Petite histoire de la musique nordique à Paris, 1910-1953, Bulletin de l'Association française Carl Nielsen, 1995.
- Jean Sibelius, Éditions l'Age d'Homme, Paris, 1997  (ISBN 2-8251-0798-0).
- Edvard Grieg, le Chopin du Nord, la vie et l'œuvre, Lausanne, l'Âge d'Homme, 2003[7]  (ISBN 2-8251-1741-2).
- Camille Saint-Saëns, avec Gérard Denizeau, Paris, Bleu Nuit, 2013  (ISBN 978-2-35884-027-9).
- Carl Nielsen, Paris, Bleu Nuit, 2015, 178 pages[8].
- Camille Saint-Saëns, avec Gérard Denizeau, Bleu nuit Horizons, 2021[9].

## Autres publications
- Edvard Hagerup Bull (en), Champs-sur-Marne, 1994.
- La musique danoise et l'esprit du XIXe siècle : de l'âge d'or danois aux contemporains de Carl Nielsen, Paris, L'Harmattan.
- Niels Wilhelm Gade : 1817-1890, Champs-sur-Marne, 1997.
- Kurt Atterberg : (1887-1976), Brou-sur-Chantereine, Association française Carl Nielsen, 2003.
- Dictionnaire Hugo Alfvén : 1872-1960, Champs-sur-Marne, 2000.
- Aulis Sallinen, Champs-sur-Marne, 1998.
- Carl Maria von Weber, avec Gérard Denizeau, Espagne.
- Niels Gade et la presse parisienne, 1817-1890 : le musicien romantique de l'âge d'or danois, préface de Gérard Denizeau, Paris, L'Harmattan, 2016.
- Johan Svendsen : 1840-1911, Champs-sur-Marne, 1996.
- Musique romantique suédoise : abrégé historique, biographique et esthétique, Paris, Éditions L'Harmattan, 2019.
- Sibelius, Arles, Actes Sud.
- Samuel Barber, Paris, Bleu nuit éditeur.
- Allan Pettersson, Brou-sur-Chantereine, 1989.
- Sibelius de A à Z : cahier Sibelius 1, Champs-sur-Marne, 1996.
- Regards sur Carl Nielsen et son temps : trait d'union entre tradition et modernité, préface de David Fanning, Paris, L'Harmattan.
- Allan Pettersson : 1911-1980, le musicien de la douleur et de l'angoisse existentielle, Brou-sur-Chantereine, 1997.
- Carl Nielsen : discographie, Brou sur Chantereine, 1990.
- Franz Berwald : 1796-1868, Champs-sur-Marne, 1997.
- La musique danoise et l'esprit du XIXe siècle : de l'âge d'or danois aux contemporains de Carl Nielsen, Paris, L'Harmattan.
- Jon Leifs : 1899-1968, Champs-sur-Marne, 1999.
- Notes sur Carl Nielsen, Champs-sur-Marne, 1998.